# USS Frank E. Evans (DD-754)
USS Frank E. Evans (DD-754) là một tàu khu trục lớp Allen M. Sumner được Hải quân Hoa Kỳ chế tạo trong Chiến tranh Thế giới thứ hai. Nó là chiếc tàu chiến duy nhất của Hải quân Mỹ được đặt theo tên Thiếu tướng Thủy quân Lục chiến Frank Evans (1876-1941), chỉ huy Lực lượng Viễn chinh Hoa Kỳ tại Pháp trong Chiến tranh Thế giới thứ nhất. Nó đã hoạt động cho đến hết Thế Chiến II, và tiếp tục phục vụ sau đó trong Chiến tranh Triều Tiên và Chiến tranh Việt Nam trước khi bị cắt làm đôi do va chạm với tàu sân bay Australia Melbourne tại Biển Đông vào ngày 3 tháng 6 năm 1969. Frank E. Evans được tặng thưởng một Ngôi sao Chiến trận do thành tích phục vụ trong Thế Chiến II, cùng năm Ngôi sao Chiến trận trong Chiến tranh Triều Tiên, và thêm ít nhất bốn Ngôi sao Chiến trận khác trong Chiến tranh Việt Nam.

## Thiết kế và chế tạo
Frank E. Evans được đặt lườn tại xưởng tàu của hãng Bethlehem Steel Corporation ở Staten Island, New York vào ngày 21 tháng 4 năm 1944. Nó được hạ thủy vào ngày 3 tháng 10 năm 1944; được đỡ đầu bởi bà Frank E. Evans, vợ góa Thiếu tướng Evans, và nhập biên chế vào ngày 3 tháng 2 năm 1945 dưới quyền chỉ huy của Hạm trưởng, Trung tá Hải quân Harry Smith.

## Lịch sử hoạt động

### 1945 - 1949
Frank E. Evans đi đến Trân Châu Cảng vào ngày 18 tháng 5 năm 1945, tiến hành những hoạt động huấn luyện sau cùng tại vùng biển quần đảo Hawaii, trước khi đi đến Eniwetok, Guam, Ulithi và Okinawa trong vai trò hộ tống vận tải. Đi đến vùng chiến sự vào ngày 24 tháng 6, nó làm nhiệm vụ cột mốc radar canh phòng và hộ tống vận tải tại chỗ, từng nổ súng vào những máy bay đối phương tìm cách xâm nhập. Sau khi chiến tranh kết thúc vào ngày 15 tháng 8, nó tiếp tục tuần tra trong khu vực Hoàng Hải và biển Bột Hải; vận chuyển những cựu tù binh chiến tranh Hoa Kỳ khỏi các trại tù binh gần Đại Liên thuộc Liêu Ninh, Trung Quốc; hỗ trợ cho việc đổ bộ lực lượng chiếm đóng lên Incheon, Triều Tiên.
Frank E. Evans tiếp tục hoạt động tại Viễn Đông cho đến ngày 6 tháng 3 năm 1946, khi nó khởi hành từ Thanh Đảo để quay trở về Hoa Kỳ. Nó được đưa vào lực lượng dự bị tại San Francisco, California từ ngày 31 tháng 3 năm 1946, rồi được cho xuất biên chế vào ngày 14 tháng 12 năm 1949.

### Chiến tranh Triều Tiên
Frank E. Evans được cho nhập biên chế trở lại vào ngày 15 tháng 9, 1950 để phục vụ trong cuộc Chiến tranh Triều Tiên. Nó khởi hành từ San Diego, California vào ngày 2 tháng 1, 1951, gia nhập Đệ thất Hạm đội, và từ ngày 26 tháng 2 bất đầu tham gia cuộc phong tỏa Wonsan, nơi nó đã mười một lần đối đầu với các khẩu đội pháo bờ biển đối phương. Vào ngày 18 tháng 6, nó chịu đựng 30 phát đạn pháo mảnh bắn trúng, làm bị thương nhẹ bốn thành viên thủy thủ đoàn trước khi dập tắt được khẩu pháo đối phương. Chính trong giai đoạn này mà con tàu mang các biệt danh "Lucky Evans" và "Gray Ghost".
Trong lượt phục vụ tại Triều Tiên này, Frank E. Evans còn bắn phá các mục tiêu tại khu vực Songjin và Chongjin. giải cứu các phi công bị bắn rơi, phối hợp và kiểm soát các phi vụ ném bom ban ngày và ban đêm của máy bay thuộc lực lượng Liên Hợp Quốc. Nó quay trở về San Diego vào ngày 4 tháng 9, 1951. Sau khi ở lại vùng bờ Tây để nghỉ ngơi và bảo trì, chiếc tàu khu trục lại lên đường vào ngày 22 tháng 3, 1952 cho lượt phục vụ thứ hai tại Triều Tiên. Nó hoạt động tuần tra và bắn phá dọc bờ biển Triều Tiên cũng như tuần tra tại eo biển Đài Loan trước khi quay trở về cảng nhà mới tại Long Beach, California vào ngày 6 tháng 11, và được nghỉ ngơi trong ba tháng. Lượt phục vụ thứ ba tại Viễn Đông từ ngày 13 tháng 6 đến ngày 20 tháng 12, 1953 trùng hợp với việc đạt được thỏa thuận đình chiến tại bán đảo Triều Tiên, nên nó chủ yếu hoạt động tuần tra.

### 1954 - 1964

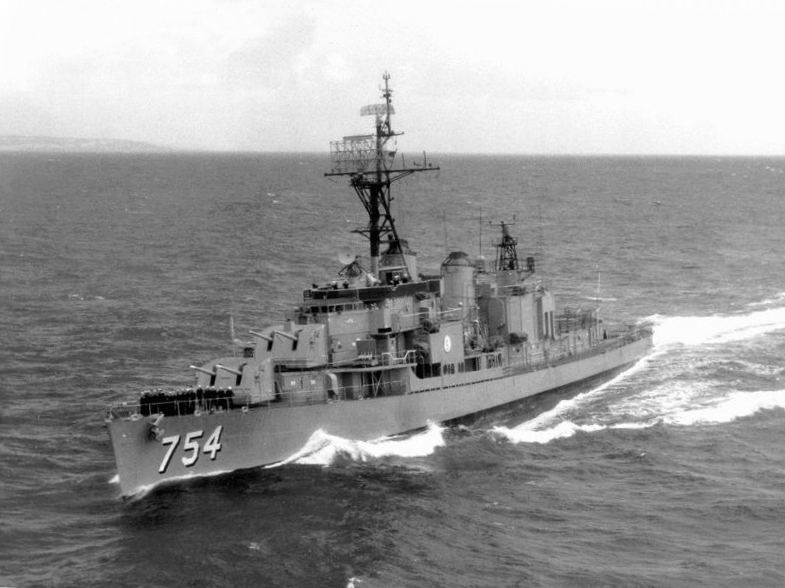
USS Frank E. Evans ngoài biển khơi, tháng 4, 1963

Đang khi né tránh cơn bão Pamela tại eo biển Đài Loan vào đầu tháng 11, 1954, Frank E. Evans đã đáp trả lại tín hiệu cầu cứu S.O.S. của tàu chở hàng quân sự USNS Muskingum (T-AK-198), vốn bị mất lái ở gần tâm bão. Mặc dù đã thoát ra ngoài rìa ảnh hưởng của cơn bão, chiếc tàu khu trục vẫn đổi hướng quay trở lại trong 5 giờ để trợ giúp con tàu bạn, trong khi bản thân nó phải chịu đựng những hư hại. Muskingum được kiểm soát trở lại trước khi Frank E. Evans đến nơi, nhưng sự kiện này được thông báo rộng rãi trong giới báo chí lúc đó, do thông tín viên từng đạt Giải thưởng Pulitzer là Homer Bigart tường thuật từ trên chiếc Frank E. Evans.
Từ năm 1954 đến năm 1960, Frank E. Evans còn hoàn tất thêm năm lượt phục vụ tại Viễn Đông. Luân phiên với các lượt bố trí này là các hoạt động huấn luyện thực hành dọc theo vùng bờ Tây và tại khu vực quần đảo Hawaii, đôi khi phối hợp chung cùng các tàu chiến của Hải quân Hoàng gia Canada.

### Chiến tranh Việt Nam
Trong năm 1965, Frank E. Evans đã hoạt động 12 ngày tại vùng chiến sự Việt Nam, từ tháng 7 đến tháng 9, 1965. Nó tiếp tục hoạt động trong 61 từ tháng 8 đến tháng 11, 1966. Evans quay trở lại Việt Nam và phục vụ tại đây trong 66 ngày từ tháng 10, 1967 cho đến ngày 20 tháng 2, 1968. Trong Chiến dịch Tết Mậu Thân, vào ngày 3 tháng 2, 1968, nó hỗ trợ cho cuộc chiến đấu của Sư đoàn 101 Nhảy dù gần Phan Thiết. Chiếc tàu khu trục còn trải qua thêm 14 ngày hoạt động tại vùng chiến sự Việt Nam trong năm 1969.

#### Va chạm với tàu sân bay HMASMelbourne

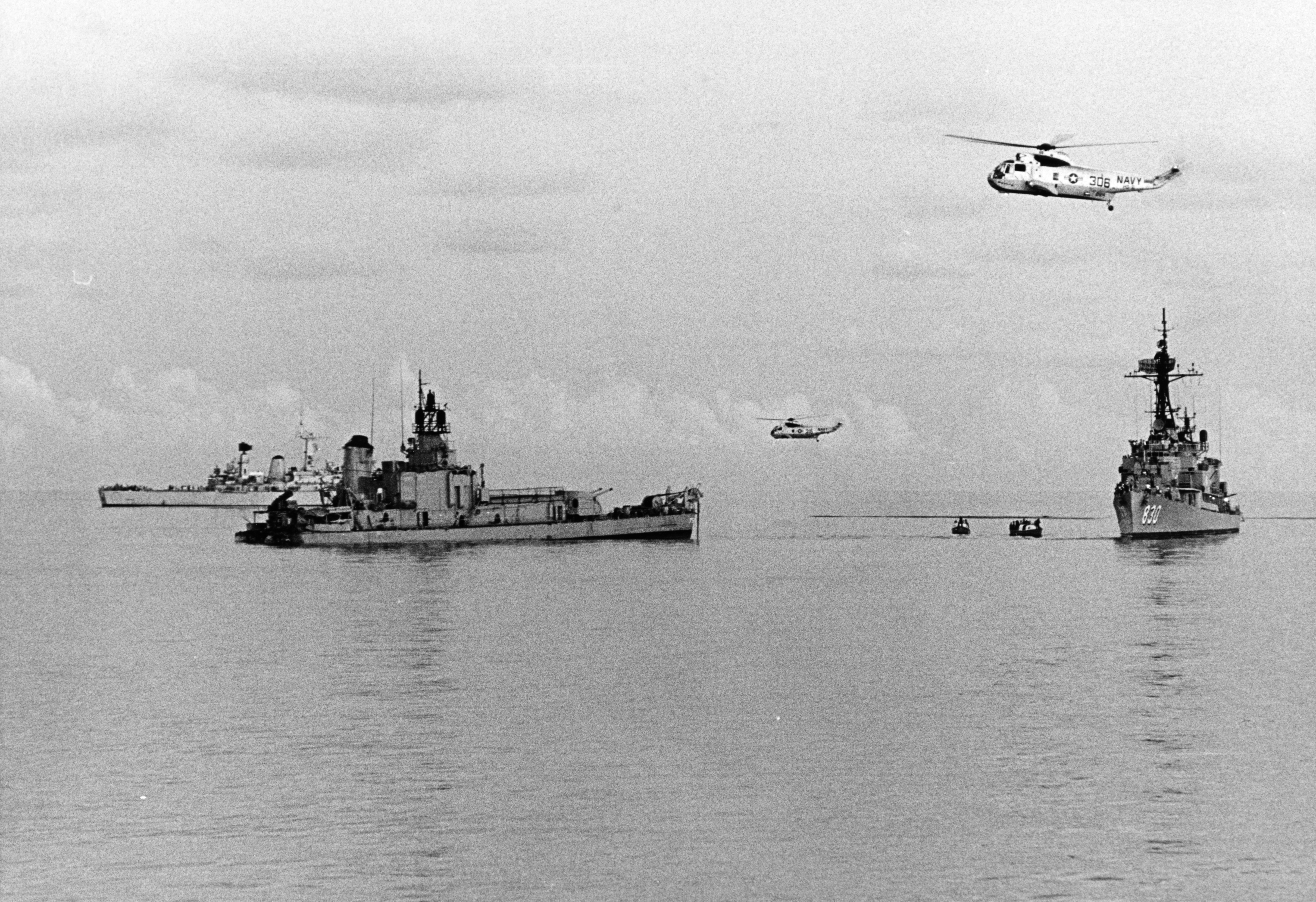
USS Frank E. Evans sau tai nạn va chạm

Lúc khoảng 03 giờ 00 sáng ngày 3 tháng 6, 1969, tại khu vực giữa bờ biển Việt Nam và quần đảo Trường Sa, Frank E. Evans hoạt động phối hợp cùng các tàu chiến Anh Quốc, Australia và New Zealand chung quanh chiếc tàu sân bay Melbourne (R21); lực lượng đang di chuyển về vị trí để chuẩn bị phóng máy bay, và các con tàu di chuyển theo chế độ thời chiến tắt hết đèn.
Melbourne gọi vô tuyến cho Frank E. Evans, ra lệnh cho chiếc tàu khu trục chuyển sang vị trí khu trục cứu hộ; việc cơ động hợp lý là bẻ lái sang mạn trái và đánh vòng đến vị trí sau đuôi bên mạn trái chiếc tàu sân bay. Tuy nhiên, do sĩ quan vận hành hiểu sai hướng đi của đội hình, tin rằng nó đang ở bên mạn phải của Melbourne, nên bẻ lái sang phải và do đó đưa chiếc tàu khu trục cắt ngang mũi chiếc tàu sân bay Australia. Frank E. Evans bị đâm trúng ở điểm cách mũi tàu 92 ft (28 m) và lườn tàu bị cắt làm đôi; phần mũi trôi qua mạn trái của Melbourne và đắm chỉ trong vòng 5 phút, mang theo 73 thành viên thủy thủ đoàn, ở tọa độ 8°59.2′B 110°47.7′Đ / 8,9867°B 110,795°Đ. Một thi thể khác vớt được trên mặt nước, nâng tổng số tổn thất nhân mạng lên 74 người. Phần đuôi chiếc tàu khu trục còn nổi được và vướng bên mạn phải chếc tàu sân bay, và thủy thủ của Melbourne đã nối được những sợi cáp đến nó. Khoảng 60 đến 100 người đã được cứu vớt khỏi mặt nước.
Vào lúc xảy ra vụ va chạm, Hạm trưởng của Frank E. Evans đang nghỉ trong khoang của mình sau khi để lại mệnh lệnh cần đánh thức ông khi có bất kỳ thay đổi nào trong đội hình. Tuy nhiên, các sĩ quan trực cầu tàu đã không thông báo cho ông khi có lệnh đổi vị trí; họ cũng không liên lạc với trung tâm thông tin hành quân để yêu cầu thông tin xác nhận vị trí và hướng di chuyển của các tàu chung quanh.
Frank E. Evans được cho xuất biên chế tại vịnh Subic đồng thời rút tên khỏi danh sách Đăng bạ Hải quân vào ngày 1 tháng 7, 1969. Phần đuôi tàu còn lại bị đánh chìm như một mục tiêu tại vịnh Subic vào ngày 10 tháng 10, 1969.

## Phần thưởng
Frank E. Evans được tặng thưởng một Ngôi sao Chiến trận do thành tích phục vụ trong Thế Chiến II, cùng năm Ngôi sao Chiến trận trong Chiến tranh Triều Tiên, và thêm ít nhất bốn Ngôi sao Chiến trận khác trong Chiến tranh Việt Nam.